# Thomas Bartholin (Archivar)

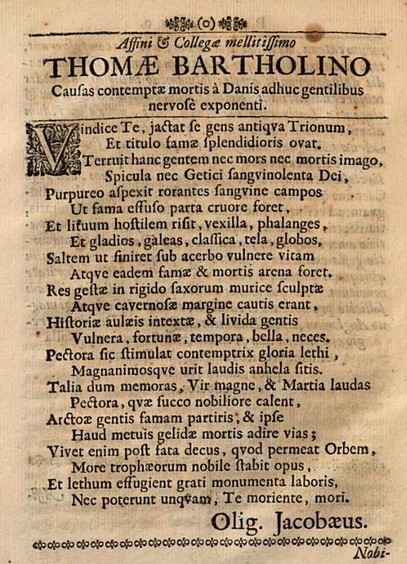

Thomas Bartholin genannt „der Jüngere“ (* 27. März 1659 in Roskilde; † 15. September 1690) war ein dänischer Historiker und Archivar in Kopenhagen.

## Leben und Wirken
Er war der Sohn des Arztes Thomas Bartholin des Älteren und wurde während der Belagerung Kopenhagens in Roskilde geboren. 1685 heiratete er Anne Tistorph, die Tochter des Pfarrers an der Nicolai-Kirche in Kopenhagen Magister Mikkel Henriksen. Der Ehe entsprossen eine Tochter und ein Sohn, der 16 Tage vor Thomas Bartholins Tod geboren wurde. Er wurde dem Vater zu Ehren ebenfalls Thomas genannt.
1617 begann er sein Studium der Geschichte in Kopenhagen. Er verfasste dabei kleinere historische Schriften „De Longobardis“ und „De Holigero Dano“. Mit 18 Jahren wurde er am 27. April 1677 zum „designatus Professor politices et historiæ patriæ“ ernannt, was zwar noch keine Anstellung bedeutete, aber doch eine gesicherte Anwartschaft. Kurz darauf begab er sich ins Ausland und besuchte die Akademien in Leiden, Oxford, London, Paris und andere. 1680 wurde er anlässlich der schweren Erkrankung und des Todes seines Vaters zurückgerufen, erkrankte aber selbst und musste lange in Flensburg bleiben. Schließlich heimgekehrt, reiste er bald wieder ins Ausland und hielt sich 1682 eine Zeitlang in Leipzig auf.
Von dort heimgekehrt trat er seinen Dienst als Professor an der Universität in Kopenhagen an. Am 24. Februar 1684 wurde er Nachfolger des isländischen königlichen Archivars Hannes (Jón) Þorleifsson. Dabei übernahm der die Verpflichtung, „die ältesten, wichtigsten und seltensten Schriften, die dänischen und isländischen Sagas und Monumente mit gehöriger Erläuterung und Erklärung herauszugeben und sein Werk über alle alten dänischen Sitten und Gebräuche samt den Gesetzen und Manieren, das er begonnen hatte, fertigzustellen.“ Am 24. August desselben Jahres wurde er zum Sekretär des königlichen Archivs (Gehejmearkiv) ernannt. Er erwarb sich große Verdienste in der Ordnung und Registrierung des Archivs. Ebenfalls im selben Jahr wurde er Professor der Rechtswissenschaft, als Nachfolger von Cosmus Bornemann, und der Philosophie. Im folgenden Jahr wurde er, kaum 26 Jahre alt, Sekretär am Obersten Gericht. Das einzige Werk, das er fertigstellen konnte, war Antiquitatum danicarum de causis contemptæ a Danis adhuc gentilibus mortis libri tres ex vetustis codicibus & monumentis hactenus ineditis congesti. Copenhagen: J.P. Bockenhoffer, 1689. Auf 700 Seiten behandelte er die heidnische Zeit. Dabei vertrat er die Ansicht, dass die Vorfahren den Tod verachtet hätten, weil sie an ein besseres Leben nach dem Tode glaubten. Bei aller Weitschweifigkeit erkennt man doch die profunde Kenntnis der altnordischen Literatur.

## Bedeutung
Größere Bedeutung wird jedoch seiner unermüdlichen Sammlung der Quellen beigemessen, die er in großer Zahl vor dem Untergang rettete. Im April 1685 erwirkte er beim König ein Verbot, alte Handschriften von Island nach Schweden zu veräußern, wie es der Isländer Jón Rugmann getan hatte, und den Auftrag an den dortigen Landvogt Christoffer Heidemann, die Handschriften in Island zu sammeln und nach Kopenhagen zu senden. Auf sein Betreiben erging eine königliche Weisung an alle Bischöfe, in ihren Bistümern nach „alten Briefen ante reformationem, Dokumenten, Büchern, Annales veteres, Klosterchroniken, Brevarien, Missalien u.s.w. zu suchen“ und sie unverzüglich an den Archivar Bartholin zu senden, damit dieser sie in Bezug auf die dänische und norwegische Geschichte auswerten könne. Dies wurde ein reicher Fundus für die dänische und norwegische vorreformatorische Kirchengeschichte, der auf diese Weise zusammengetragen und in einer langen Reihe von Foliobänden (Manuscripta Bartholiniana) der Universitätsbibliothek zugeführt wurde. Gleichzeitig begann er ein großes Geschichtswerk über die dänische Geschichte, das aber unvollendet blieb.
Ein weiteres Verdienst war die Förderung des isländischen Gelehrten Árni Magnússon, dessen Fähigkeiten er für seine Sammlungen nutzte. Seine Kräfte waren bald aufgezehrt, und er erkrankte an Tuberkulose, an der er zwei Jahre später – kaum 31 Jahre alt – starb.
Er gilt als der Begründer der Nordischen Altertumsforschung in Dänemark.